# Arotes annulicornis
Arotes annulicornis là một loài tò vò trong họ Ichneumonidae.